# Cyathea balakrishnanii
Cyathea balakrishnanii là một loài dương xỉ trong họ Cyatheaceae. Loài này được R.D.Dixit & A.K.Tripathi mô tả khoa học đầu tiên năm 1986.
Danh pháp khoa học của loài này chưa được làm sáng tỏ. 